# Corporación Federal de Seguro de Depósitos
La Corporación Federal de Seguro de Depósitos (FDIC) es una agencia federal independiente de los Estados Unidos y está formada a consecuencia de la Gran Depresión del año 1929. Fue creada tras aprobarse la ley Glass-Steagall de 1933, que entre otras cosas establece la creación de la FDIC, la cual tiene como misión garantizar la recuperación de su dinero a los depositantes si un banco quiebra. La FDIC abastece de dinero cuando las instituciones financieras fracasan, inspirando confianza a los bancos y los clientes. La agencia garantiza depósitos de hasta $100.000 en bancos comerciales miembros, contribuyendo a mantener la solvencia del sistema financiero de los Estados Unidos y que los ahorradores y depositantes que no deben preocuparse por su dinero.
El 3 de octubre de 2008, el gobierno federal incrementó provisionalmente el depósito asegurado de $100.000 a $250.000, lo cual está vigente hasta el presente.

## Depósitos en Instituciones Financieras de los Estados Unidos[1]
| Capítulo (Clase)                                | No. de Instituciones | No. de Sucursales | Depósitos (al 30 de junio de 2011) |
| ----------------------------------------------- | -------------------- | ----------------- | ---------------------------------- |
| Banca Comercial:                                | 6,413                | 87,876            | $7,320,069,481                     |
| Capítulo Nacional                               | 1,349                | 44,566            | $4,708,210,227                     |
| Capítulo Estatal:                               | 5,064                | 43,310            | $2,611,859,254                     |
| Miembro de la Reserva Federal                   | 824                  | 15,560            | $1,120,747,072                     |
| No-miembro de la Reserva Federal                | 4,240                | 27,750            | $1,491,112,182                     |
| Instituciones de Ahorros:                       | 1,100                | 10,318            | $909,911,765                       |
| Capítulo Federal de Asociaciones de Ahorros     | 649                  | 6,246             | $665,662,274                       |
| Capítulo Estatal de Instituciones de Ahorros:   | 451                  | 4,072             | $244,249,491                       |
| Bancos Comerciales supervisados por la FDIC     | 392                  | 3,864             | $234,866,120                       |
| Asociaciones de ahorros supervisadas por la OTS | 59                   | 208               | $9,383,371                         |
| Tramos Estadounidenses de Bancos Foráneos       | 10                   | 10                | $19,251,521                        |
| Total                                           | 7,523                | 98,204            | $8,249,232,767                     |